# Scymnodon obscurus
Scymnodon obscurus es una especie inofensiva de escualiforme de la familia Somniosidae, que habita en el Atlántico central entre las latitudes 65º N y 36º S, desde la superficie hasta los 1450 m de profundidad. Su longitud máxima es de 70 cm.
Su reproducción es ovovivípara.